# Ruprechtia obovata
Ruprechtia obovata är en slideväxtart som beskrevs av Pendry. Ruprechtia obovata ingår i släktet Ruprechtia och familjen slideväxter. Inga underarter finns listade i Catalogue of Life.